# Sébastien Chenu
Pour les articles homonymes, voir Chenu.
Sébastien Chenu, né le 13 avril 1973 à Beauvais (Oise), est un homme politique français.
En 2014, il rejoint le Rassemblement bleu Marine (RBM), mouvement rattaché au Front national (FN), principal parti d’extrême droite en France. Devenu collaborateur de sa présidente, Marine Le Pen, il est nommé délégué national du RBM et devient conseiller régional des Hauts-de-France en 2016.
Il est élu député dans la dix-neuvième circonscription du Nord depuis 2017. Il est nommé peu après porte-parole du FN, devenu Rassemblement national (RN). Les listes qu'il conduit aux élections régionales de 2021 dans les Hauts-de-France sont devancées par celles de Xavier Bertrand. De 2022 à 2024, il est vice-président de l'Assemblée nationale.

## Situation personnelle

### Famille et vie privée
Sébastien Chenu naît le 13 avril 1973 à Beauvais,. Il est le fils d’un marchand de meubles et d'une fonctionnaire de justice au tribunal de Beauvais. 
Il est l'un des fondateurs de GayLib, notamment avec Emmanuel Blanc, Stéphane Dassé, Michel Bujardet et Christophe Soullez.
Il est pacsé avec Emmanuel Taché (dit Emmanuel Taché de La Pagerie), un agent contractuel de la fonction publique territoriale et ancien attaché parlementaire, élu député du RN en juin 2022 dans la 16e circonscription des Bouches-du-Rhône.
En 2023, Challenges indique que Marie-Christine Baudin, la mère de Sébastien Chenu, est assistante parlementaire du député Philippe Ballard alors qu'elle est âgée de soixante-quinze ans,.

### Carrière professionnelle
De 1996 à 2001, Sébastien Chenu occupe plusieurs fois le poste de directeur de cabinet : d'abord, de 1997 à 1999, auprès du maire d'Eaubonne (Val-d'Oise, Île-de-France), puis de 1999 à 2001, celui d'Axel Poniatowski, maire de L’Isle-Adam (Val-d'Oise). Il travaille également, en 1997, comme attaché parlementaire d'Anne-Christine Poisson au Parlement européen.
Entre 2001 et 2002, il est chef-adjoint de cabinet de François Scellier, président du conseil général du Val-d'Oise. Entre 2002 et 2004, il est assistant parlementaire du député Axel Poniatowski. Entre 2004 et 2005, il est conseiller de Nicole Guedj, secrétaire d'État auprès du garde des Sceaux, ministre de la Justice, chargée des droits des victimes. De juillet 2005 à 2007, il est chef adjoint de cabinet de Christine Lagarde, ministre déléguée au Commerce extérieur,.
Il est également chargé de mission auprès de Jean-Claude Jouffroy, président-directeur général de la Société des autoroutes Paris-Normandie en 2004,, et directeur adjoint de la communication de France 24 de mars 2007 à 2008.
Il est, d’août 2008 à septembre 2012, conseiller auprès du délégué interministériel à la communication du gouvernement et directeur du Service d’information du gouvernement (SIG). À ce poste il est notamment chargé de « coacher » dans leur communication une douzaine de ministres.
En 2013, il fonde SCConseils, une agence-conseil en communication institutionnelle, spécialisée notamment en affaires publiques, en relations publiques et en gestion de l'e-réputation. Il indique que cette entreprise est « en sommeil légal et juridique depuis novembre 2014 ».

## Parcours politique

### Débuts
Il prend sa première carte politique à l'âge de 15 ans au Parti républicain et se réclame de Michel Poniatowski, ministre sous Georges Pompidou et Valéry Giscard d'Estaing.

### Engagement à l'UMP
Il s'implante en 2001 dans la commune de Beauvais, dans l’Oise. Durant le premier mandat de maire de Caroline Cayeux, il est adjoint à la jeunesse et à la démocratie locale. Durant son second mandat, il est élu vice-président chargé du tourisme à la communauté d'agglomération du Beauvaisis. Le Courrier picard du 12 décembre 2014 le décrit comme un « habitué des changements de tendance », bien qu'il se fasse remarquer par son opposition à s'allier au Front national : « ni de près, ni de loin, ni de discours, ni d'approches ».
Au sein de l'UMP, Sébastien Chenu occupe le poste de secrétaire général chargé de la diversité culturelle.
Au soir de la victoire de Nicolas Sarkozy au second tour de l'élection présidentielle de 2007 face à Ségolène Royal, il est présent à ses côtés, avec notamment François Fillon.
Chargé des relations publiques et de la stratégie à France 24, il intègre les services de Matignon, où il est conseiller auprès de Thierry Saussez, directeur du Service d'information du gouvernement.
En 2001, avec Emmanuel Blanc, Stéphane Dassé, Michel Bujardet et Christophe Soullez, Sébastien Chenu crée l'association GayLib, dans le but de défendre les droits des lesbiennes, gays, bisexuels et transgenres. L'association est d'abord intégrée à Démocratie libérale (DL) comme commission nationale. De 2003 à 2013, GayLib est associée à l'UMP, au sein de laquelle DL a fusionné. En 2013, GayLib quitte l'UMP en raison de l'opposition du parti au mariage homosexuel.
Déçu que Nathalie Kosciusko-Morizet ne lui attribue pas la tête de liste de l’UMP dans le 2e arrondissement de Paris à l'occasion des élections municipales de 2014, il se rapproche pendant la campagne de l'équipe d'Anne Hidalgo, dont il cherche à intégrer les listes. En novembre 2014, alors proche de Jean-François Copé, il apporte son soutien à la candidature de Bruno Le Maire pour le congrès de l'UMP,.

### Ralliement au Front national

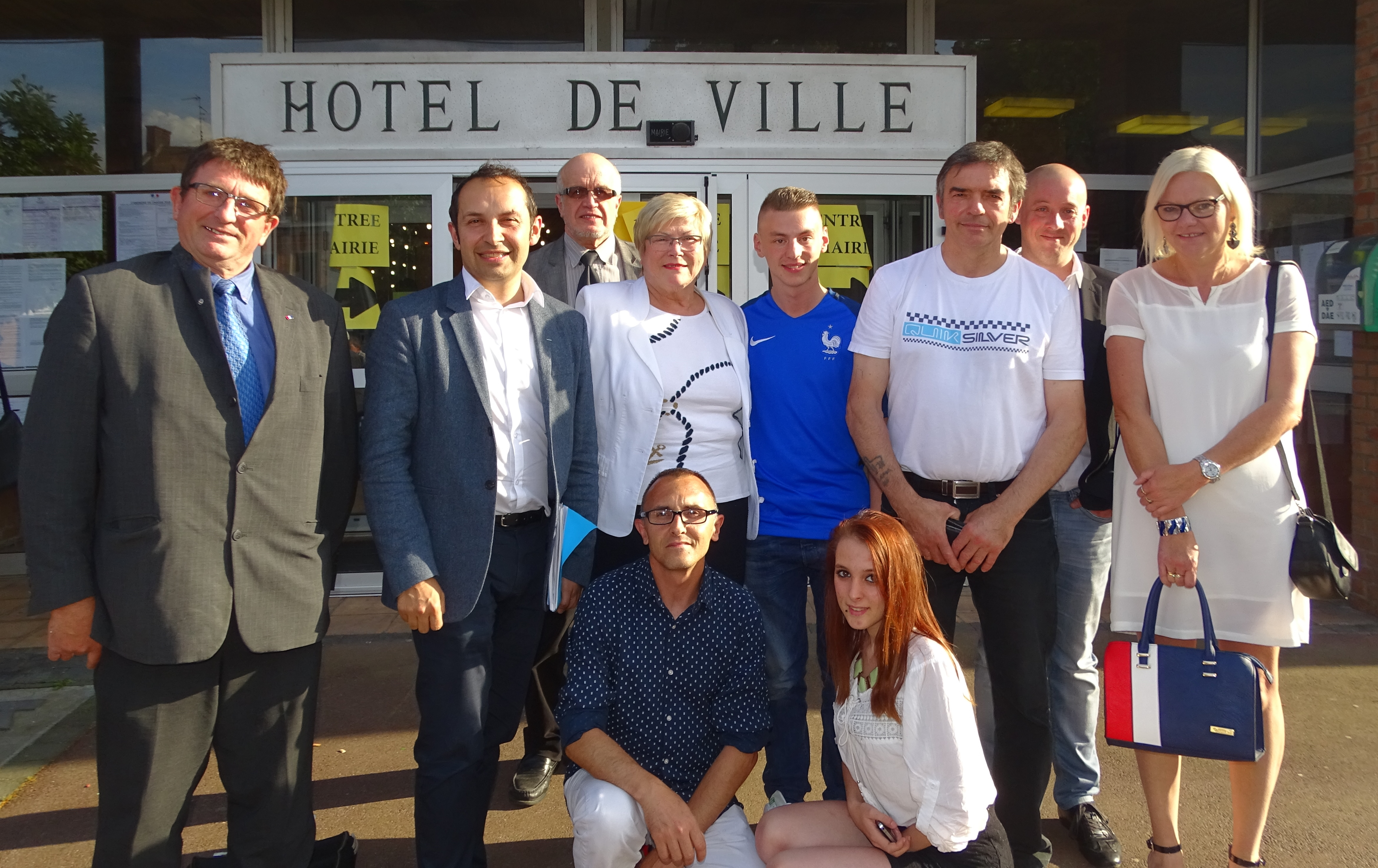
Sébastien Chenu lors du conseil municipal de Denain le 27 juin 2016, avec sa suppléante Régine Andris.

Sébastien Chenu indique avoir voté FN pour la première fois aux élections européennes de mai 2014. Après avoir été présenté à Marine Le Pen par Gilbert Collard, il rejoint le Rassemblement bleu Marine (RBM) en décembre 2014, obtenant le poste de responsable de la culture,,,. Il devient également animateur du CLIC (Culture Liberté et Création), un collectif rassemblant une petite cinquantaine de professionnels de la culture acquis aux idées du FN. Son ralliement, présenté par Marine Le Pen comme « un signal très important » et par Abel Mestre comme un « ralliement précieux », fait l'objet d'une conférence de presse. Sébastien Chenu justifie son choix en affirmant « que l’UMP est devenu le Tea Party à la française. Ils sont beaucoup plus conservateurs que le FN-RBM ». Pour Didier Lestrade, ce ralliement témoigne de « la capitalisation grandissante du FN sur les griefs de la communauté LGBT envers les partis de droite et de gauche ».
Lors des élections départementales de 2015, il est candidat dans le canton de Beauvais-2 avec le soutien du FN, en binôme avec Florence Italiani. Arrivé en tête du premier tour, il perd au second tour avec 41,5 % des suffrages.

### Conseiller régional des Hauts-de-France
Candidat sur les listes de Marine Le Pen lors de l'élection régionale de 2015 en Nord-Pas-de-Calais-Picardie, il est élu conseiller régional. En septembre 2018, alors que le groupe FN est menacé de scission, Alexis Salmon, conseiller régional des Hauts-de-France, indique à L'Express que « par sa personnalité, […] Sébastien Chenu […] cristallise les tensions ». Quelques jours plus tard, afin d'essayer d'enrayer les départs de conseillers régionaux, Sébastien Chenu démissionne de la vice-présidence du groupe Rassemblement national. Dans La Voix du Nord, Alexis Salmon et Olivier Normand, récemment démissionnaires, décrivent Sébastien Chenu comme « un opportuniste », « une coquille vide » selon Alexis Salmon. André Murawski, également conseiller régional démissionnaire, le décrit comme « le Rastignac de Marine Le Pen », élément que son équipe essaiera de supprimer de Wikipédia.
Il est également assistant parlementaire de Dominique Bilde,.
Le 29 février 2016, lors d'un bureau politique, la direction du FN lui confie la fusion de trois fédérations du nord de la France, dont il devient secrétaire départemental. Médiacités indique qu'il a pour mission de « remettre en ordre de bataille les 3 000 adhérents nordistes partagés entre trois fédérations (Flandre, Lille et Valenciennois) alors en bisbille ». L'Express indique alors qu'il « s'est rendu indispensable à Marine Le Pen ». Il prend également la direction de la cellule « Idées et Image » du dispositif de campagne présidentielle de Marine Le Pen, en tandem avec Philippe Olivier ; d'après Marine Le Pen, celle-ci « est complètement libre et peut travailler sur les affiches, les tracts, les meetings et la lumière, les déplacements, tout ». En juin 2017, Marc de Boni du Figaro estime qu'il est proche de Florian Philippot ; cependant, d'autres articles de presse ne le présentent pas comme étant « philippotiste »,.
Pendant l'entre-deux-tours de l'élection présidentielle de 2017, il invite personnellement Aurélien Verhassel, leader de Génération identitaire dans le Nord et tenancier du bar lillois La Citadelle, réservé « à la race blanche », à assister à un meeting de Marion Maréchal-Le Pen à Lécluse,.

### Député du Nord
Alors qu'il était élu de la Somme, il est parachuté dans la 19e circonscription du Nord lors des élections législatives de 2017. Il est nommé porte-parole du Front national pour ces mêmes élections au niveau national. Il est élu député au second tour avec 55,35 % des suffrages exprimés. Il est membre de la commission des Affaires sociales.
Après le départ de Florian Philippot en septembre 2017, il est nommé, avec Julien Sanchez et Jordan Bardella, porte-parole du parti. Le Monde indique en octobre 2017 qu'il « comble auprès de la dirigeante du FN le vide laissé par le départ de Florian Philippot ». Dans la perspective de la refondation du FN annoncée par Marine Le Pen, il défend une réorganisation profonde de l'organigramme et un changement du nom du parti,.
Il est candidat aux élections sénatoriales de 2017 dans le Nord, en 12e position sur la liste du Front national.
Lors des élections municipales de 2020, il conduit la liste du RN à Denain, ville fréquemment considérée comme la plus pauvre de France métropolitaine,,. Bien que donnée favorite durant la campagne, sa liste est battue dès le premier tour, largement devancée par la liste du PS conduite par la maire sortante Anne-Lise Dufour-Tonini.

### Élections régionales de 2021
Il conduit la liste RN dans les Hauts-de-France aux élections régionales de 2021. Médiacités indique que s'il « met en avant des candidats transfuges de la droite classique pour accréditer l’idée que la « dédiabolisation » du parti est finie », seulement 8 des 170 membres de ses listes sont issus de LR ou de l’UDI. Le quotidien La Voix du Nord relève de son côté qu'il choisit de faire campagne sur une ligne d'« ultra-droite » en accusant notamment le président du conseil régional sortant, Xavier Bertrand, de compromissions avec l’islam radical. L'avant-veille du premier tour, Libération révèle que Sébastien Chenu et le Rassemblement national ont fait payer jusqu'à 20 000 € à des colistiers afin de leur garantir une place éligible de conseiller régional, ce qui conduit des élus à dénoncer un « chantage ».
Au premier tour, qui est marqué par une abstention record (67 %), ses listes arrivent en deuxième position avec 24,4 % des suffrages exprimés, loin derrière celles conduites par Xavier Bertrand. Au second tour, ses listes arrivent de nouveau en deuxième position avec 25,6 % des suffrages exprimés (triangulaire).
En janvier 2022, il démissionne de son mandat de conseiller municipal de Denain pour cause de cumul des mandats.

### Élections législatives de 2022
Le 30 avril 2022, il annonce sa candidature aux élections législatives de 2022 dans la dix-neuvième circonscription du Nord. À l'issue du premier tour, il arrive largement en tête devant le candidat de la NUPES avec 44,35 % des voix ; il est réélu au second tour avec 57,15 % des suffrages.

### Vice-président de l'Assemblée nationale
Le 23 juin 2022, alors que le Rassemblement national a réussi à obtenir 89 sièges à l’Assemblée nationale et à former un groupe parlementaire (une première depuis 1986), Sébastien Chenu est désigné candidat par le RN à la présidence de l'Assemblée nationale tandis que Marine Le Pen est élue présidente du groupe parlementaire. Le 28 juin, jour du scrutin, il retire sa candidature après le vote du premier tour au profit de la candidate de la majorité présidentielle Yaël Braun-Pivet. Son abstention et celle des 88 autres députés RN lui permettent d'être élue dès le second tour sans avoir à passer par un troisième. Le lendemain, il est élu vice-président de l'Assemblée nationale dès le premier tour avec 290 voix, issues pour la plupart des rangs de la majorité présidentielle.

### Élections législatives de 2024
À la suite de la dissolution de l'Assemblée nationale décidée le 9 juin 2024, il se représente aux élections législatives anticipées dans la 19e circonscription du Nord. Il est réélu au premier tour avec 58,19 % des voix.
Le 24 juin, il évoque l'idée d'empêcher les Français ayant une double nationalité d'occuper des emplois extrêmement sensibles. Cette idée ne fait pas partie du programme du RN pour ces élections, mais faisait partie de la proposition de loi constitutionnelle déposée par Marine Le Pen le 25 janvier 2024. Dans l'échec du RN à obtenir une majorité à l'Assemblée Nationale, la polémique liée à cette mesure est mise en avant.

### Député de la XVIIelégislature
Sébastien Chenu est candidat, sans succès, à sa propre succession comme vice-président de l'Assemblée nationale. En septembre 2024, à la suite de la nomination de la vice-présidente DR de l'Assemblée Annie Genevard au poste de ministre de l'Agriculture, de la Souveraineté alimentaire et de la Forêt, le nom de Sébastien Chenu est évoqué par Politico, avec celui d'Hélène Laporte, comme potentiel candidat du RN au siège vacant à la vice-présidence.
Le 2 octobre 2024, Sébastien Chenu est élu avec le soutien de députés macronistes à la tête de la Commission spéciale chargée de vérifier et d'apurer les comptes de l'Assemblée nationale face au député socialiste Philippe Brun.
Fin juin 2025, il est condamné aux prud'hommes à verser plus de 10 000 € à son ancienne assistante parlementaire, Caroline Varlet, pour un licenciement sans cause réelle et sérieuse. Son CDD a été requalifié en CDI, et le temps partiel a été requalifié en temps complet. Il doit lui verser 8 771,95 € au titre d'indemnités (rappels de salaires, congés payés non versés…) et 1 500 € au titre de l’article 700 du code de procédure civile.

## Prises de position
Après que le Conseil constitutionnel a censuré l'ex-article 24 de la loi pour une sécurité globale préservant les libertés visant notamment à mieux « protéger la police », Sébastien Chenu se prononce en faveur d'une modification de la Constitution, laquelle ne permettrait pas l'adoption de certains dispositifs sécuritaires, et de la sortie de la Cour européenne des droits de l'homme (CEDH).

## Détail des mandats et fonctions

### À l’Assemblée nationale
- Depuis le 19 juin 2017 : député de la dix-neuvième circonscription du Nord.
- 29 juin 2022 - 9 juin 2024 : vice-président de l'Assemblée nationale.

### Au niveau local
- 18 juin 2001 – 30 mars 2014 : adjoint au maire de Beauvais, chargé de la Démocratie locale, de la Jeunesse et du Tourisme[72].
- 18 juin 2001 – 30 mars 2014 : vice-président de la communauté d’agglomération du Beauvaisis[73].
- Depuis le 4 janvier 2016 : conseiller régional des Hauts-de-France, élu dans la Somme (2016-2021)[74] puis dans le Nord (depuis 2021).
- 18 mai 2020 – 31 janvier 2022 : conseiller municipal de Denain, conseiller communautaire de la Porte du Hainaut[75].

### Au sein de partis politiques
- 2001 – 2008 : membre fondateur de l'association GayLib[23],[76],[15],[21].
- 2011 : secrétaire national  de l'UMP, chargé de l'exception culturelle[21].
- À partir du 10 décembre 2014 : délégué national du Rassemblement bleu Marine (RBM) et responsable de la culture.
- Depuis le 2 juin 2015 : président du collectif Culture, liberté et création (Clic).
- 21 septembre 2017 – 5 novembre 2022 : porte-parole du Rassemblement national (RN)[N 1].
- Depuis le 5 novembre 2022 : vice-président du Rassemblement national (RN).

## Résultats électoraux
- 27 mars 2011 : au second tour pour les élections cantonales dans le canton de Beauvais-Sud-Ouest, Sébastien Chenu (UMP) recueille 49,04 % des suffrages[77].
- 29 mars 2015 : au second tour pour les élections départementales dans le canton de Beauvais-2, Sébastien Chenu (RBM) recueille 41,51 % des suffrages[78].
- 19 juin 2017 : au second tour pour les élections législatives dans la 19e circonscription du Nord, Sébastien Chenu (FN) recueille 55,35 % des suffrages[79].
- 15 mars 2020 : la liste de Sébastien Chenu pour les élections municipales à Denain recueille 30,69 % des suffrages[50].
- 27 juin 2021 : la liste de Sébastien Chenu pour les élections régionales dans les Hauts-de-France recueille 25,64 % des suffrages[55].
- 19 juin 2022 : au second tour pour les élections législatives dans la 19e circonscription du Nord, Sébastien Chenu (RN) recueille 57,15 % des suffrages[58].
- 30 juin 2024 : au premier tour pour les élections législatives dans la 19e circonscription du Nord, Sébastien Chenu (RN) recueille 58,19 % des suffrages[64].

## Décoration
- Chevalier de l'ordre des Arts et des Lettres (2008), en tant que directeur de la stratégie de France 24[80].